# Av hjärtat håller jag dig kär
Av hjärtat håller jag dig kär är en psalm i tre osedvanligt långa verser av Martin Schalling från 1569, "Herzlich lieb hab ich dich, o Herr", som översattes till svenska av Haquinus Magni Ausius 1641 och fick då titelraden "Av hjärtat haver jag dig kär". Texten bearbetades av Johan Olof Wallin 1807 och bearbetades något 1983 inför publiceringen i 1986 års psalmbok.
Psalmen inleddes 1695 med orden:
Af hiertat hafwer jagh tigh kär
O HErre wärdes wara när

## Arrangemang

### Orgel
- Av hjärtat håller jag dig kär, koralbearbetning av Carl Lundell.[1]

## Publicerad som
- Nr 290 i 1695 års psalmbok med titelraden "Av hjärtat haver jag dig kär", under rubriken "Psalmer i Bedröfwelse / Korss och Anfächtning".
- Nr 221 i 1819 års psalmbok med titelraden "Av hjärtat haver jag dig kär", under rubriken "Kristligt sinne och förhållande - I allmänhet: Förhållandet till Gud: Kärlek, vördnad, tacksamhet".
- Nr 500 i Sionstoner 1889
- Nr 451 i Sionstoner 1935 med titelraden "Av hjärtat haver jag dig kär", under rubriken "Nådens ordning: Trosliv och helgelse".
- Nr 297 i 1937 års psalmbok med titelraden "Av hjärtat haver jag dig kär", under rubriken "Tro, förlåtelse, barnaskap".
- Nr 239 i 1986 års psalmbok, 1986 års Cecilia-psalmbok, Psalmer och Sånger 1987, Segertoner 1988 och Frälsningsarméns sångbok 1990 med nya titelraden, under rubriken "Förtröstan - trygghet".
- Nr 546 i Lova Herren 1987 med titelraden "Av hjärtat haver jag dig kär", under rubriken "Guds barn i bön och efterföljelse".
- Nr 255 i Svensk psalmbok för den evangelisk-lutherska kyrkan i Finland (1986) under rubriken " Guds nåd i Kristus"